# Katarína Macová
Katarína Macová, née le 19 février 1986 à Bratislava, est une céiste slovaque pratiquant le slalom.

## Carrière
En 2009, Katarína Macová se classe cinquième en canoë monoplace lors des Championnats du monde à La Seu d'Urgell (Espagne). 
Elle remporte la médaille d'or lors des Championnats d'Europe de slalom (canoë-kayak) 2010 à Čunovo (Slovaquie) en canoë monoplace.
Macová remporte la médaille de bronze en canoë monoplace lors des Championnats du monde 2011 à Bratislava.